# Diocesi di Bubasti

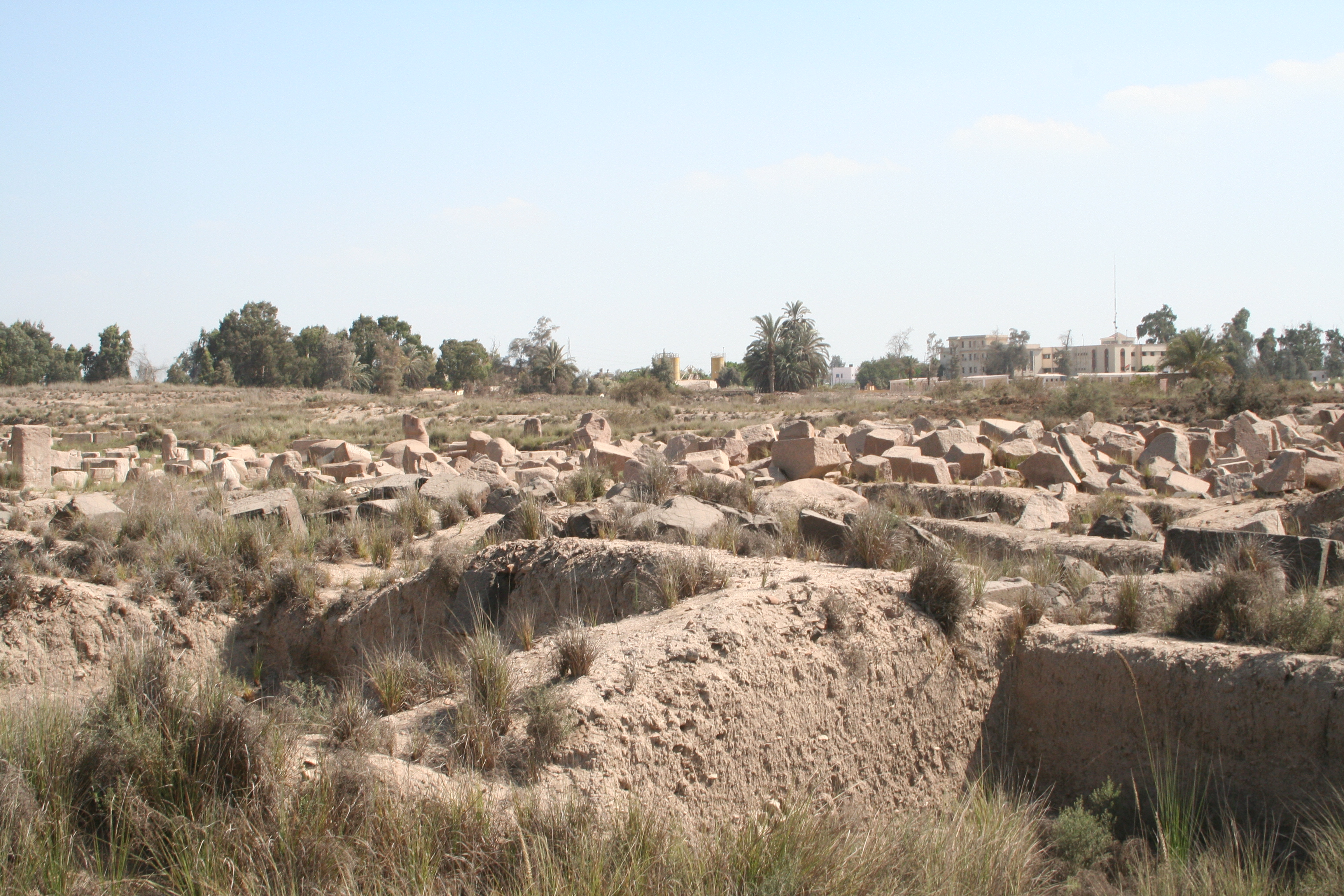
Rovine di Bubasti.

La diocesi di Bubasti (in latino Dioecesis Bubastitana) è una sede soppressa e sede titolare della Chiesa cattolica.

## Storia
Bubasti, identificabile con Tell-Bastah nella periferia sud-orientale della moderna città di Zagazig nella regione del Delta del Nilo, è un'antica sede episcopale della provincia romana dell'Augustamnica Seconda nella diocesi civile d'Egitto. Faceva parte del patriarcato di Alessandria ed era suffraganea dell'arcidiocesi di Leontopoli.
Sono solo due i vescovi bizantini attribuibili con certezza a questa antica sede vescovile, entrambi del IV secolo. Il primo è Arpocrazio, vescovo meleziano, documentato per la prima volta in una lista di vescovi meleziani redatta da Atanasio di Alessandria successivamente al concilio di Nicea del 325. Abbandonato lo scisma meleziano, Arpocrazio è ancora documentato al concilio di Tiro del 335 tra i sostenitori di sant'Atanasio.
Il secondo vescovo bizantino di Bubasti è Ermone, documentato in un testo sul monachesimo egiziano attorno al 368 circa.
Michel Le Quien e Raymond Janin attribuiscono a Bubasti il vescovo Giuliano Mostenae civitatis, che le fonti latine inseriscono tra i vescovi che presero parte al concilio di Efeso del 449. Nelle liste greche dello stesso concilio questo vescovo è assente. Un vescovo Giuliano della diocesi di Mostene in Grecia è documentato nel 448 e 458, ma è assente nelle liste del concilio efesino del 449 e del concilio di Calcedonia del 451. Resta incerta la vera attribuzione della sede di questo vescovo.
Le fonti hanno trasmesso anche i nomi di quattro vescovi copti-ortodossi, tra XI e XIII secolo, epoca in cui la sede di Bubasti era unita con quella di Khandek: Giorgio, deceduto nel 1050 a causa delle persecuzioni subite a causa del suo patriarca Cristodulo; Gabriele, che era già vescovo quando fu eletto patriarca Cirillo II nel 1078; Giovanni, che prese parte nel 1102 alla consacrazione del patriarca Macario II; e un anonimo vescovo, vissuto all'epoca del patriarca Cirillo III (1235-1243).
Dal XIX secolo Bubasti è annoverata tra le sedi vescovili titolari della Chiesa cattolica; la sede è vacante dal 26 maggio 1978.

## Cronotassi

### Vescovi greci
- Arpocrazio † (prima del 327 - dopo il 335)
- Ermone † (menzionato nel 368 circa)
- Giuliano ? † (menzionato nel 449)

### Vescovi copti
- Giorgio † (? - circa 1050 deceduto)
- Gabriele † (menzionato nel 1078)
- Giovanni † (menzionato nel 1102)
- Anonimo † (menzionato nel 1235/1243)

### Vescovi titolari
- Augustin Duret, S.M.A. † (17 settembre 1909 - 29 agosto 1920 deceduto)
- Ludwig Maria Hugo † (7 marzo 1921 - 15 aprile 1921 succeduto vescovo di Magonza)
- Augustin Hermann, S.M.A. † (26 marzo 1923 - 8 aprile 1945 deceduto)
- Joseph Blomjous, M.Afr. † (11 aprile 1946 - 25 marzo 1953 nominato vescovo di Mwanza)
- Camillo Faresin, S.D.B. † (13 agosto 1954 - 26 maggio 1978 dimesso)